# Västerviks museum

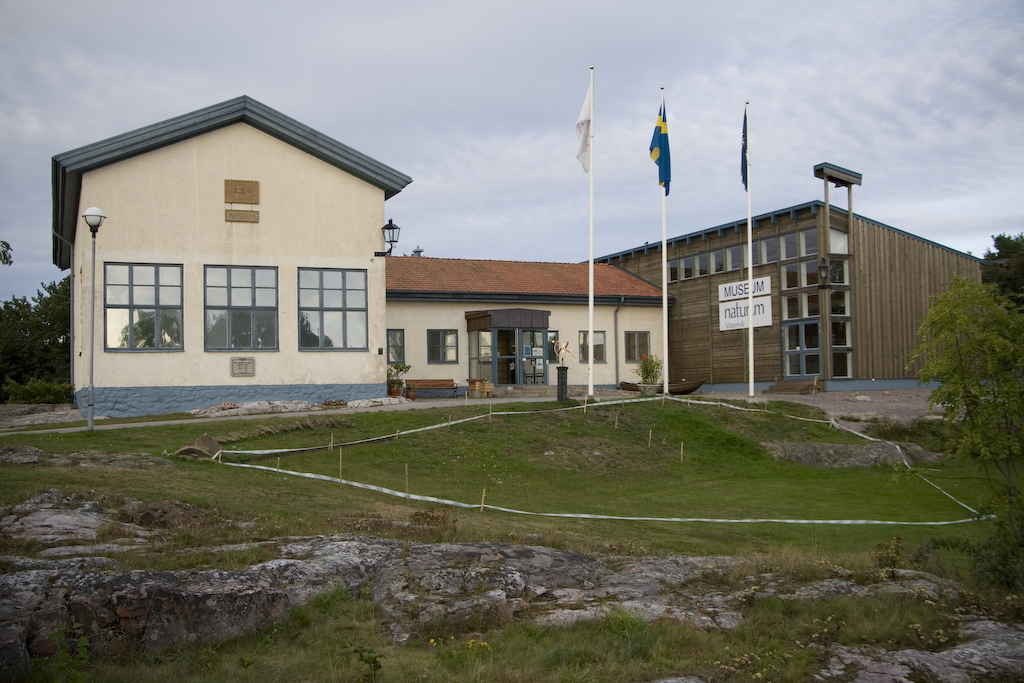
Västerviks museum

Västerviks museum är ett lokalt museum som ligger på Kulbacken i Västervik. Museet är framförallt ett sjöfartsmuseum, men har även andra utställningar. Det har under 2000-talet byggts till med cirka 300 kvadratmeter, inklusive ett naturum på ungefär 100 kvadratmeter.
Museet kallades tidigare Kulbackens museum och har även kallats Tjustbygdens kulturhistoriska museum. Det invigdes 1933 i samband med Västerviks 500-årsfirande. Arkitekt var Erik Lundberg. Uppdragsgivare var Tjustbygdens Kulturhistoriska Förening (bildad 1917). Verksamheten drevs med endast ideellt arbetande personal till 1975. Sedan 1986 ägs byggnaderna av en stiftelse bildad av föreningen och Västerviks kommun.
På Kulbacken i anslutning till museet finns utsiktstornet Unos torn.
Museichef är Olof Nimhed.